# Johannes Weilbach
Johannes Weilbach, född 1811, död 1853, var den siste av de stora skeppsbyggmästarna ur den gamla skolan på Stockholms stads Stora Skeppsvarv vid Tegelviken. Han dog av kolera under den andra koleravågen som drabbade Stockholm 1853 och hans gravsten finns på Kolerakyrkogården vid Gullmarsplan.